# Carita de ángel
Carita de ángel es una telenovela de corte infantil producida en México por Televisa en 2000 y 2001, por Nicandro Díaz. Es una versión de la telenovela Mundo de juguete. 
Esta protagonizada por Lisette Morelos y Miguel de León, con la participación infantil de Daniela Aedo y las participaciones antagónicas de Ana Patricia Rojo, Roberto Palazuelos, Mariana Ávila, Ariel López Padilla y Ana Luisa Peluffo. Además de las actuaciones estelares de Nora Salinas, Manuel Saval, Libertad Lamarque, Polo Ortín, Joaquín Cordero y Silvia Pinal.
Desde el 11 de diciembre de 2000 hasta el 5 de enero de 2001, la telenovela interrumpió su emisión para dar pase a la minitelenovela navideña Rayito de luz. Pero en el canal Galavisión se estuvieron transmitiendo veinte capítulos especiales navideños debido a la interrupción de Rayito de luz en El Canal de las Estrellas. Por lo tanto, consta de 195 capítulos. El capítulo de regreso, transmitido el 8 de enero, fue dedicado a Libertad Lamarque, quien interpretaba a la madre superiora y murió durante el receso de la telenovela.

## Sinopsis
Dulce María es como su nombre, una dulce niña de cinco años, llena de alegría y buenos sentimientos. Con la muerte de su madre en un trágico accidente de paracaídas, cuando la pequeña apenas tenía tres años, su padre, Luciano Larios, se hunde en la depresión y el dolor, y decide alejarse de todo y de todos. Interna a Dulce María en el colegio de monjas Reina de América y se marcha al extranjero dejándola al cuidado de su hermano Gabriel, que es sacerdote. La única visita que recibe la niña es la de su querida tía Estefanía, a quien llama cariñosamente Tía Pelucas debido a que, en lugar de mostrar su cabello, usa pelucas de colores que combina con su ropa. 
Todas las monjas en el colegio adoran a Dulce María, pues les inspira una gran ternura, en especial a la hermana Cecilia y la golosa hermana Fortunata, quienes serán sus cómplices en todas sus graciosas travesuras que además son permitidas por la tierna y bondadosa madre superiora, directora del colegio, quien siempre está consciente de la responsabilidad y la disciplina que se debe cumplir, sin dejar de mostrar preocupación y gran corazón por el bienestar de todos los que la rodean. Dulce María tiene un lugar secreto en el colegio conocido como el cuartico viejo. Ahí, la imaginación de la pequeña cobra vida, y habla con el espíritu de su madre Angélica, quien le aconseja y le narra cuentos maravillosos. 
Sin embargo, no todo en el colegio es color de rosa para Dulce María, pues es víctima de las constantes maldades y bromas pesadas de dos de sus compañeras, Bárbara y Frida, que muchas veces, la involucran en travesuras graves y comprometedoras. 
Tras una ausencia de dos años, (momento en el que empieza la novela), Luciano anuncia su regreso a México y Dulce María siente que estalla de la felicidad. Pero su alegría se desvanece al ver que su papá viene acompañado por una mujer que de inmediato le inspira desconfianza, Nicole, la prometida de Luciano, es una mujer frívola que sólo lo quiere por su dinero. Para ella, Dulce María no es más que un estorbo, y su plan es alejar a Luciano de su hija. La pequeña Dulce María no quiere perder el cariño de su papá, y presiente que él no será feliz con Nicole, por lo que se propone llevar a cabo un plan para hacer que Luciano termine el compromiso. Dulce María cree que la persona ideal para ser su nueva mamá es la hermana Cecilia, y aprovecha un viaje repentino de Nicole para hacer el papel de Cupido entre su papá y la bella novicia. Luciano se da cuenta de que en realidad no ama a Nicole, y siente una creciente atracción por Cecilia. Ella, a su vez, se da cuenta de que su vocación religiosa flaquea ante el amor que siente por Luciano, y tendrá que decidir entre tomar los votos religiosos o renunciar a ellos y escuchar la voz de su corazón.
Al encontrarse en esta encrucijada, Cecilia renuncia definitivamente al noviciado y huye desesperada a su pueblo natal para alejarse por completo de la Ciudad de México y de sus sentimientos encontrados tras enamorarse de un hombre, siendo ella una monja. La noticia desconcierta por completo a la familia Larios y en sí, también a Madre Superiora y a las religiosas del colegio. Luego de un tiempo, Cecilia regresa a la Ciudad de México, ya como una mujer laica,  para ser la secretaria suplente de Luciano por un tiempo, y luego, la de Noé Gamboa, un antiguo amigo de Luciano, que se enamora perdidamente de Estefanía, con quien se casa después de un tiempo.
A la par, se aclaran los sentimientos de amor de Luciano y Cecilia quienes también se casan en una boda de ensueño, cumpliendo así, el anhelado sueño de Dulce María de que Cecilia fuese su nueva madre y de ya no estar de interna en el colegio. Sin embargo, esta felicidad se trunca con el repentino regreso de Nicole, quien obsesiva por Luciano intenta a toda costa acabar con el feliz matrimonio de la pareja hasta que recibe la noticia de que padece de un cáncer cerebral. Arrepentida por sus actos, se disculpa con Cecilia y se despide para siempre de ellos para irse lejos de ahí con su madre. Semanas después de que Cecilia y Luciano se reconciliaran, tanto ella como Estefanía reciben la noticia de estar embarazadas, lo cual llena de alegría a todos, sobre todo a la pequeña Dulce María. El embarazo de Estefanía y de Cecilia transcurre sin novedad alguna, hasta que en el último mes, surge un contratiempo que pone en grave peligro la vida del bebé de Cecilia y la suya propia, por lo que la internan de emergencia en la clínica. Por un consejo de Angélica, Dulce María recurre a una medalla que tenía la imagen de la Virgen de la Luz, quien había salvado años atrás la vida de Dulce María antes de su nacimiento y milagrosamente, se repitió la historia con Cecilia y logra restablecerse. Semanas más tarde, Cecilia y Estefanía dan a luz la misma tarde, a un niño y a una niña, respectivamente, lo cual, llena aún más la felicidad de Dulce María, que enseguida empieza a amar con toda su alma.

## Elenco
- Daniela Aedo como Dulce María Larios Valle
- Lisette Morelos como Cecilia Santos/hermana Cecilia
- Miguel de León como Luciano Larios Rocha
- Libertad Lamarque como la Madre Superiora Piedad de la Luz
- Silvia Pinal como la Reverenda Lucía
- Nora Salinas como Estefanía Larios «Tía Pelucas»
- Marisol Santacruz como Angélica Valle de Larios
- Manuel Saval como el Padre Gabriel Larios Rocha
- Adriana Acosta como la Hermana Fortunata
- Juan Pablo Gamboa como Noé Gamboa
- Polo Ortín como Silvestre Núñez
- Ana Patricia Rojo como Nicole Romero Medrano
- Mariana Ávila como Cassandra Gamboa Campos
- Arena Ibarra como Lluvia Amezcua
- Nancy Patiño como Alfonsina Núñez
- Priscila Herrera como Bárbara Guerra
- Andrea Soberón como Frida Iturbe
- Iliana Montserrat como Juanita Pérez
- Raúl Padilla «Chóforo» como Pascual Huerta
- Carmen Amezcua como Clarissa Santos Dorantes
- Janet Ruiz como la Hermana Águeda
- Natasha Dupeyrón como Mariana
- Carlos Espejel como la voz de Solovino
- Servando Manzetti como el licenciado Cristóbal Valadez
- César Castro como Regino
- María Eugenia Ríos como Esperanza Ortiz
- Gisella Aboumrad como Matilda[2]
- Eugenia Avendaño como la Señora Becerra
- Cristiane Aguinaga como Katia
- Orlando Miguel como Emmanuel
- Raquel Pankowsky como la Hermana Honoria
- Eva Calvo como la Señora Gatinea[3]
- María Morena como la Hermana Aurora

## Otras versiones
- Carita de ángel es una versión de la telenovela Mundo de juguete, producida por Televisa en 1974 por Valentín Pimstein y protagonizada por Graciela Mauri, Ricardo Blume, Sara García, Irma Lozano e Iran Eory, que a su vez es una adaptación de la telenovela argentina Papá corazón, producida y emitida por El Trece en 1973, protagonizada por Andrea del Boca.
- Papai Coração, producida en Brasil por TV Tupi en 1976 y protagonizada por Narjara Turetta, Selma Egrei, Paulo Goulart, Arlete Montenegro y Nicette Bruno.
- Mundo de muñeca, producida en Argentina en 1986 y protagonizada por Analía Castro.
- Papá del corazón, producida en Paraguay en 2008 y protagonizada por Paola Maltese.
- Carinha de anjo, producida en Brasil por SBT en 2016 y protagonizada por Lorena Queiróz, Bia Arantes, Carlo Porto, Lucero y Priscila Sol.